# Cloeon durani
Cloeon durani is een haft uit de familie Baetidae. De wetenschappelijke naam van de soort is voor het eerst geldig gepubliceerd in 1926 door Navás.
De soort komt voor in het Afrotropisch gebied.